# 山﨑光
山﨑 光（やまざき ひかる、2003年〈平成15年〉12月10日 - ）は、日本の俳優、タレントである。アミューズ所属。

## 略歴
2008年4月にNEWSエンターテインメントに入校。2010年に映画『ちょんまげぷりん』でデビューした。
2014年、特撮ドラマ烈車戦隊トッキュウジャーで横浜流星が演じるトッキュウ4号／ヒカリ（野々村洸）の幼少期を演じる。
2019年公開の映画『まく子』にて、合同オーディションを経て映画初主演を務める。同映画は、『リール・ツー・リアル国際青少年映画祭』コンペティション部門に正式出品された。

## 人物
特技はバスケットボール、ダンス。趣味はゲーム、ダンス。ダンスは4歳から続けており、俳優の仕事に活かせたらと思っている。

## 出演

### テレビドラマ
- QP（2011年、日本テレビ） - 美咲弦（幼少） 役
- 梅ちゃん先生（2012年前期、NHK総合） - 安岡信郎（幼少） 役
- 救命病棟24時 第5シリーズ 第4回 - 第8回（2013年7月30日 - 8月27日、フジテレビ） - 小島夕 役
- 鍵のない夢を見る 第4話（2013年9月22日、WOWOWプライム）
- スーパー戦隊シリーズ（テレビ朝日）
  - 烈車戦隊トッキュウジャー（2014年2月16日 - 2015年2月15日） - ヒカリ（幼少期） 役
  - 快盗戦隊ルパンレンジャーVS警察戦隊パトレンジャー 第33話（2018年9月23日） - トオマ 役
- トクボウ 警察庁特殊防犯課（2014年、読売テレビ） - 朝倉草平（幼少期） 役
- ビター・ブラッド〜最悪で最強の親子刑事〜（2014年4月、フジテレビ）
- HERO 第5回（2014年8月11日、フジテレビ） - 貴島航太 役
- 風の峠〜銀漢の賦〜 （2015年、NHK総合） - 次郎作 役
- ど根性ガエル（2015年、日本テレビ） - 五郎（少年期） 役
- 最上の命医2016（2016年2月10日、テレビ東京） - 合田大 役
- モトカレマニア（2019年10月17日 - 12月12日、フジテレビ） - 駒込和真（幼少期） 役
- 相棒 season19 第12話-（2021年1月13日、テレビ朝日） - 佐藤 役
- 24時間テレビ ドラマスペシャル『生徒が人生をやり直せる学校』（2021年8月21日、日本テレビ） - 田中光 役[6]
- ビッ友×戦士 キラメキパワーズ! 第27話（2022年1月16日、テレビ東京） - 中島/ダンシングクラヤミー 役
- スタンドUPスタート第1話（2023年1月18日、フジテレビ） - 林田隆介 役
- 仮面ライダーガッチャード第24話、第25話（2024年2月25日、3月3日、テレビ朝日） - 錫屋大輝 役
- 素晴らしき哉、先生!（2024年8月18日 - 10月6日、朝日放送テレビ・テレビ朝日） - 秋山諒 役[7][8][9]
- 極道上司に愛されたら（2025年7月23日 - 、MBS・TBS） - 青木佑磨 役[10]

### 映画
- ちょんまげぷりん（2010年7月31日、ジェイ・ストーム） - イケタニくん 役
- ツナグ（2012年10月6日、東宝） - 渋谷歩美（幼少） 役
- 真夏の方程式（2013年6月29日、東宝） - 柄崎恭平 役
- 烈車戦隊トッキュウジャーVSキョウリュウジャー THE MOVIE（2015年1月17日、東映） - 少年ヒカリ 役
- まく子（2019年3月15日、日活） - 主演・南雲慧 役[2][3]
- いちごの唄（2019年7月5日、ファントム・フィルム） - 笹沢シゲ（小学生時代） 役[11]
- Amuse Presents SUPER HANDSOME LIVE 2022 “ROCK YOU! ROCK ME!!”（2023年5月19日、ライブ・ビューイング / 松竹）[12]
- アントニオ猪木をさがして（2023年10月6日、ギャガ） - 学生 役

### 舞台
- マーキュリー・ファー（2022年1月28日 - 3月11日、世田谷パブリックシアター 他)  - パーティプレゼント 役
- ラビット・ホール（2023年4月9日 - 5月14日、 PARCO劇場 他）- ジェイソン 役 [13]
- タカハ劇団「ヒトラーを画家にする話」（2023年9月28日 - 10月1日、 東京芸術劇場）- アロン 役

### CM
- アデランス 「バーベキュー 篇」（2011年）
- 東京建物 「BrilliaTower 聖蹟桜ヶ丘 ブルーミングレジデンス」（2019年）
- アミューズメント施設 アピナ ブランディングムービー 『最後の試合』編（2024年[14]）

### MV
- 大黒摩季 「LOVE MUSCLE」 - YouTube（2018年11月16日）
- エドガー・サリヴァン 「WONDERFUL WONDER」 - YouTube（2019年3月29日）[15]

### 配信ドラマ
- 「アンダー・アワー・マスクス」 - YouTube（2020年11月22日、アミューズ）[16]
- 「ファーストステップ2   世界をつなぐ勇気の言葉」（2023年3月28日、外務省/MOFA）
- すんドめ（2023年11月1日、全6話、ABEMA） - 相羽英男 役[17]

### WEB
- 朝日こども新聞 「俳優　山崎光さん「中1で俳優一本に決めた」」（2019年3月13日）インタビュー